# Пушкинский сквер (Самара)
Сквер имени Пушкина — сквер в Ленинском районе города Самары, на холме около драматического театра. Основан в 1899 году.
Границами сквера являются улицы Вилоновская, Фрунзе, Куйбышева и здание театра.
В сквере установлен бюст А. С. Пушкина и бронзовая скульптура «Дама с ракеткой», посвящённая 100-летию тенниса в Самаре. Ежегодно 6 июня, в день рождения поэта, в сквере проводятся мероприятия, посвящённые Пушкину.
С видовой площадки сквера открываются виды на Струковский сад, Жигулёвский пивоваренный завод, Иверский монастырь и реку Волгу, из-за чего место популярно у туристов и местных жителей, особенно на закате.

## История
Неизвестно, бывал ли сам Александр Сергеевич Пушкин в Самаре. В 1833 году, проезжая в Оренбург, к местам пугачевского восстания для сбора материалов для «Капитанской дочки», поэт проезжал недалеко от Самары. Его маршрут пролегал по дороге на Смышляевку через Красный Яр, и далее на Оренбург. Заезжал ли при этом поэт непосредственно в Самару ― вопрос по-прежнему открытый. Тем не менее поездка по самарским краям оставила определённый след в его жизни и творчестве:
так, в первоначальном варианте «Капитанской дочки» фигурирует следующая фраза: «Я ехал по степям Заволжским. Вокруг меня простирались печальные пустыни, пересеченные холмами и оврагами. Все покрыто было снегом. Я видел одни бедные мордовские и чувашские деревушки…». Здесь приводятся впечатления поэта от проезда по левобережной степной дороге через Ставропольский и Самарский уезды. Сама фамилия Гринёв, как считается, также появилась в повести неспроста. Реальный подполковник Гринёв прибыл с полевой командой в Самару, только что отбитую у мятежников, в январе 1774 года и успешно руководил боевыми действиями, которые закончились разгромом пугачевцев под Красноярской крепостью.
Накануне празднования столетия со дня рождения А. С. Пушкина, в 1899 году Самарской городской думой было принято решение об учреждении на пустыре за Драматическим театром сквера с детской площадкой. В честь юбилея поэта было предложено назвать сквер его именем. Однако в связи с недостатком городских средств начатые работы были прекращены. Их смогли возобновить позднее, в 1902 году, благодаря участию в благоустройстве купца Альфреда Филипповича фон Вакано. Именно на его средства был обустроен сквер и построен павильон, в котором проводились вечера поэзии и народные чтения. Сквер и павильон были переданы в пользование Семейно-педагогическому кружку. Также в сквере находились две площадки теннисного корта, превращавшиеся зимой в каток. А ещё в павильоне занимались французской борьбой, причём однажды здесь выступал Иван Поддубный.
В 1905 году в сквере был установлен первый памятник А. С. Пушкину, выполненный из гипса. Он представлял из себя бюст поэта, водружённый на постамент из оштукатуренного кирпича. Автором памятника был скульптор Вадим Рейтлингер. Однако со временем постамент начал разрушаться и в середине 1930-х годов памятник был демонтирован.
Помимо сквера, в декабре 1903 года в Самаре также был открыт Пушкинский народный дом с театральным залом на 600 мест, библиотекой и чайной столовой. Большую роль в строительстве сыграли архитектор Филарет Засухин и Альфред фон Вакано. В одном крыле Пушкинского павильона с декабря 1906 года открылась бесплатная библиотека.
Второй памятник А. С. Пушкину был воздвигнут в сквере в 1949 году, на пьедестале из камня. Его автором был московский скульптор Владимир Домогацкий. Памятник простоял в сквере до 1962 года.
Третий памятник, который стоит в сквере и поныне, был установлен в 1985 году и был изготовлен из металла. Полуфигурный бюст поэта укреплён на колонне-постаменте. Главный автор памятника — самарский скульптор Игорь Фёдоров. Также в работе над ним принимали участие тольяттинский скульптор Виктор Фомин и архитектор Куйбышева Алексей Моргун. В церемонии открытии памятника участвовала народная артистка СССР, лауреат Государственной премии РСФСР самарская актриса Вера Александровна Ершова. Среди гостей мероприятия присутствовал почётный гость — сын Алексей Николаевича Толстого, Никита Алексеевич Толстой.
Сегодня Пушкинское общество Самары ежегодно проводит в сквере мероприятия, посвящённые памятным датам в жизни поэта: 6 июня (день его рождения), 19 октября (день лицея) и 10 февраля (день смерти).

## Галерея

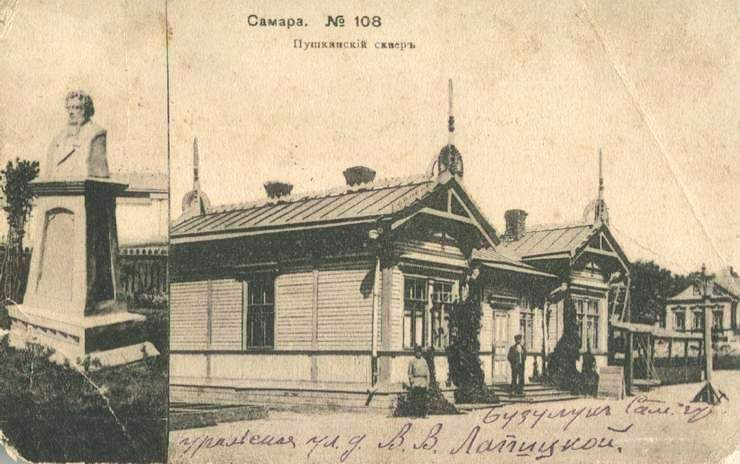
Пушкинский сквер до революции
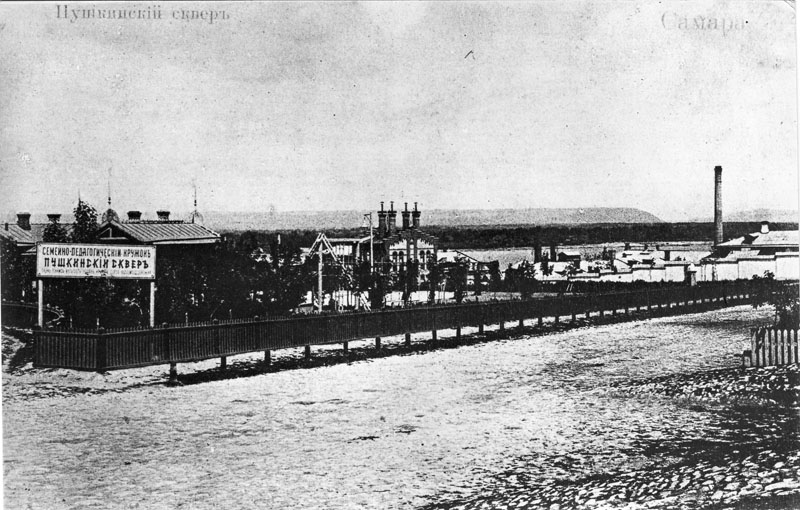
Пушкинский сквер, 1908
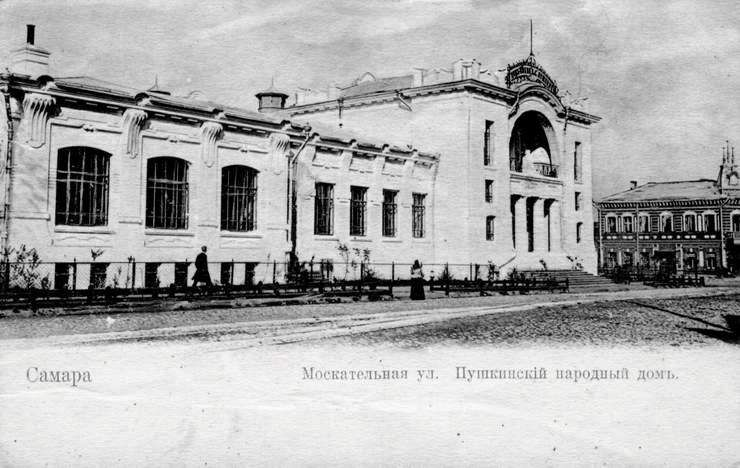
Пушкинский народный дом, 1904
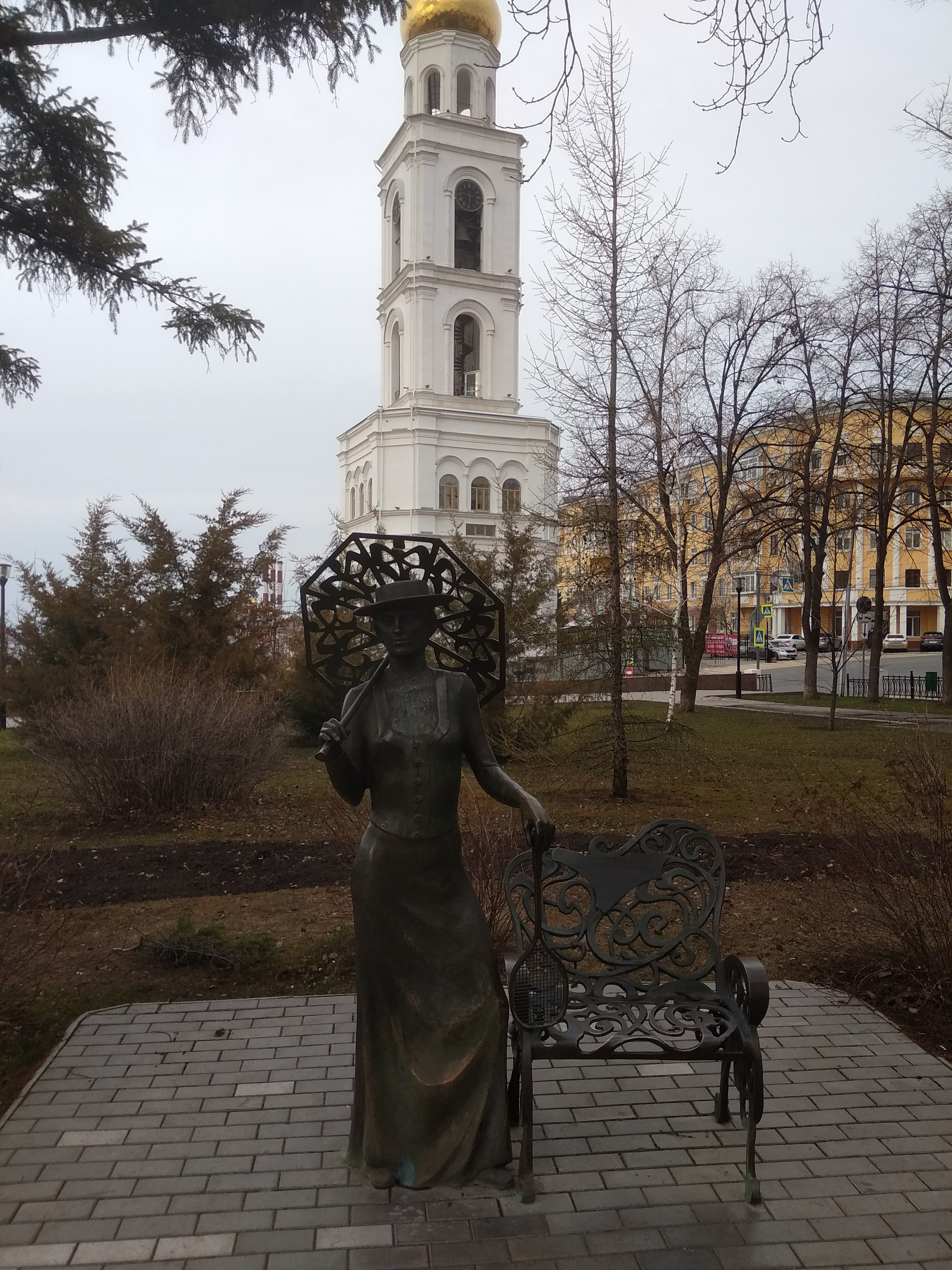
Памятник теннисистке, 2018
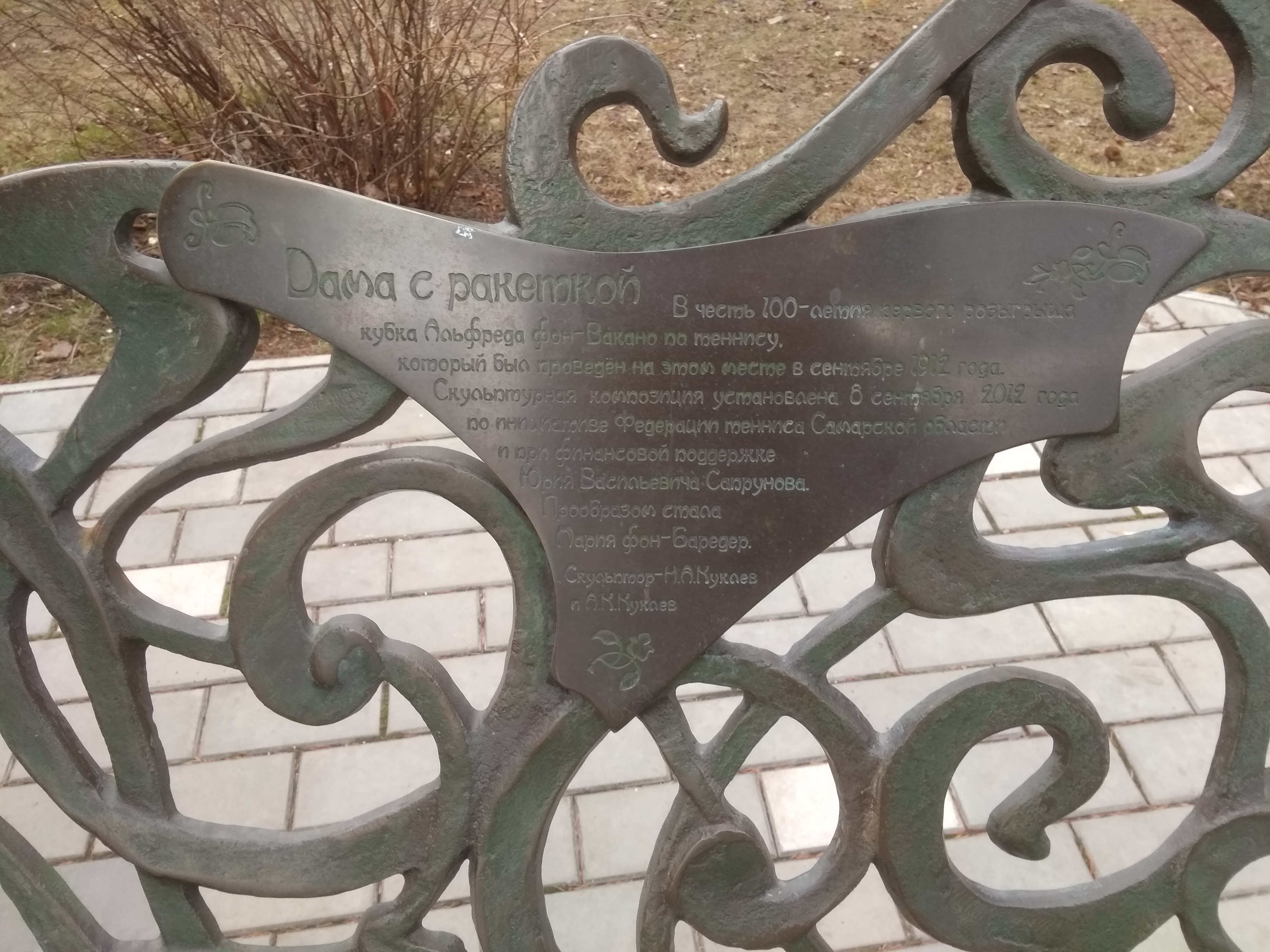
Надпись на лавочке у памятника теннисистке, 2018